# E. Honda
Edmond Honda (3 november 1960), beter bekend als E. Honda, is een personage dat begin jaren 90 werd bedacht door computerspellenfabrikant Capcom. Hij komt voor in de reeks gevechtsspellen van Street Fighter. Het personage komt voor het eerst voor in het eerste Street Fighter II-spel.

## Kenmerken
E. Honda draagt zijn pikzwarte haar in een chonmage, heeft een ontbloot bovenlichaam, gaat gekleed in een blauwe mawashi en op zijn wangen en om zijn ogen zit rode gezichtsverf. Hij heeft bloedgroep A, meet 185 cm en weegt 137 kg. Honda's speciale aanvallen zijn onder andere de "Hundred Hands Slap" en de "Sumo Torpedo".

## Achtergrond
Honda heeft zijn hele leven getraind om de grootste sumoworstelaar aller tijden te worden. Hij won de op een na hoogste titel Ōzeki. (In sommige versies van het spel wordt ten onrechte vermeld dat hij de hoogste titel Yokozuna behaalde.)
Na het winnen van zijn titel kwam Honda erachter dat sumo in de rest van de wereld nauwelijks serieus genomen wordt, iets wat hem irriteerde. Dit was de reden om mee te doen aan de Street Fighter-kampioenschappen. Hij wilde de wereld laten zien dat sumoworstelaars de beste vechters op de aardbol zijn.

## Overwinningsuitspraken
- "It's natural for a sumo wrestler to become the world's strongest."
- "Can't you do better than that?"

## Trivia
- In de tekenfilm Street Fighter II: The Animated Movie heeft Honda een hakama aan in plaats van de lendendoek die hij in de spellen draagt.

- In de Street Fighter-speelfilm is Honda geen Japanner, maar een Hawaïaan. Aan het eind neemt hij het tijdens een langdurig gevecht op tegen Zangief, die in de film vreemdgenoeg werkt voor Bison. In het later uitgebrachte spel Street Fighter Alpha 3 zijn Zangief en Honda juist vrienden.

- In de speelfilm Sing si lip yan, oftewel City Hunter uit 1993 verandert Jackie Chan door een ongeluk in een aantal Street Fighter-personages waaronder E. Honda. Aangezien Chan woordvoerder was voor Honda's concurrent Mitsubishi werd "E. Honda" opzettelijk verkeerd geschreven als "E. Honde."

Abel · 
Adon · 
Akuma · 
Alex · 
Balrog · 
Birdie · 
Blanka · 
Cammy · 
Charlie · 
Chun-Li · 
Cody · 
Crimson Viper · 
Dan · 
Dee Jay · 
Dhalsim · 
De Dolls · 
Dudley · 
Eagle · 
E. Honda · 
Elena · 
El Fuerte · 
Fei Long · 
Gen · 
Gill · 
Gouken · 
Guile · 
Guy · 
Hakan · 
Hugo · 
Ibuki · 
Ingrid · 
Juri · 
Karin · 
Ken · 
M. Bison · 
Makoto · 
Necro · 
Oni · 
Oro · 
Poison · 
R. Mika · 
Remy · 
Rolento · 
Rose · 
Rufus · 
Ryu · 
Sagat · 
Sakura · 
Sean · 
Seth · 
T. Hawk · 
Twelve · 
Urien · 
Vega · 
Yang · 
Yun · 
Zangief